# 2019-es Formula–1 monacói nagydíj
A monacói nagydíj volt a 2019-es Formula–1 világbajnokság hatodik futama, amelyet 2019. május 23. és május 26. között rendeztek meg a monacói városi pályán, Monte-Carlóban.

## Választható keverékek
| Abroncs                  | Friss | Használt |
| ------------------------ | ----- | -------- |
| Kemény keverék (C3)      |       |          |
| Közepes keverék (C4)     |       |          |
| Lágy keverék (C5)        |       |          |
| Intermediate keverék (I) |       |          |
| Esős keverék (W)         |       |          |

## Szabadedzések

### Első szabadedzés
A monacói nagydíj első szabadedzését május 23-án, csütörtökön délelőtt tartották, magyar idő szerint 11:00-tól.
| helyezés | versenyző          | csapat/motor          | elért idő | különbség | futott kör |
| -------- | ------------------ | --------------------- | --------- | --------- | ---------- |
| 1        | Lewis Hamilton     | Mercedes              | 1:12,106  | −         | 47         |
| 2        | Max Verstappen     | Red Bull-Honda        | 1:12,165  | +0,059    | 35         |
| 3        | Valtteri Bottas    | Mercedes              | 1:12,178  | +0,072    | 43         |
| 4        | Charles Leclerc    | Ferrari               | 1:12,467  | +0,361    | 25         |
| 5        | Sebastian Vettel   | Ferrari               | 1:12,823  | +0,717    | 36         |
| 6        | Pierre Gasly       | Red Bull-Honda        | 1:13,170  | +1,064    | 41         |
| 7        | Nico Hülkenberg    | Renault               | 1:13,227  | +1,121    | 45         |
| 8        | Kevin Magnussen    | Haas-Ferrari          | 1:13,232  | +1,126    | 24         |
| 9        | Kimi Räikkönen     | Alfa Romeo-Ferrari    | 1:13,363  | +1,257    | 39         |
| 10       | Romain Grosjean    | Haas-Ferrari          | 1:13,379  | +1,273    | 23         |
| 11       | Daniel Ricciardo   | Renault               | 1:13,413  | +1,307    | 41         |
| 12       | Antonio Giovinazzi | Alfa Romeo-Ferrari    | 1:13,437  | +1,331    | 39         |
| 13       | Danyiil Kvjat      | Toro Rosso-Honda      | 1:13,731  | +1,625    | 40         |
| 14       | Alexander Albon    | Toro Rosso-Honda      | 1:13,827  | +1,721    | 45         |
| 15       | Lando Norris       | McLaren-Renault       | 1:14,278  | +2,172    | 39         |
| 16       | Sergio Pérez       | Racing Point-Mercedes | 1:14,566  | +2,460    | 40         |
| 17       | George Russell     | Williams-Mercedes     | 1:15,115  | +3,009    | 40         |
| 18       | Robert Kubica      | Williams-Mercedes     | 1:15,514  | +3,408    | 24         |
| 19       | Lance Stroll       | Racing Point-Mercedes | 1:16,135  | +4,029    | 37         |
| 20       | Carlos Sainz Jr.   | McLaren-Renault       | 2:00,670  | +48,564   | 4          |

### Második szabadedzés
A monacói nagydíj második szabadedzését május 23-án, csütörtökön délután tartották, magyar idő szerint 15:00-tól.
| helyezés | versenyző          | csapat/motor          | elért idő | különbség | futott kör |
| -------- | ------------------ | --------------------- | --------- | --------- | ---------- |
| 1        | Lewis Hamilton     | Mercedes              | 1:11,118  | −         | 41         |
| 2        | Valtteri Bottas    | Mercedes              | 1:11,199  | +0,081    | 48         |
| 3        | Sebastian Vettel   | Ferrari               | 1:11,881  | +0,763    | 42         |
| 4        | Pierre Gasly       | Red Bull-Honda        | 1:11,938  | +0,820    | 39         |
| 5        | Alexander Albon    | Toro Rosso-Honda      | 1:12,031  | +0,913    | 51         |
| 6        | Max Verstappen     | Red Bull-Honda        | 1:12,052  | +0,934    | 17         |
| 7        | Kevin Magnussen    | Haas-Ferrari          | 1:12,174  | +1,056    | 54         |
| 8        | Antonio Giovinazzi | Alfa Romeo-Ferrari    | 1:12,239  | +1,121    | 51         |
| 9        | Kimi Räikkönen     | Alfa Romeo-Ferrari    | 1:12,342  | +1,224    | 51         |
| 10       | Charles Leclerc    | Ferrari               | 1:12,350  | +1,232    | 42         |
| 11       | Romain Grosjean    | Haas-Ferrari          | 1:12,392  | +1,274    | 51         |
| 12       | Lando Norris       | McLaren-Renault       | 1:12,393  | +1,275    | 27         |
| 13       | Carlos Sainz Jr.   | McLaren-Renault       | 1:12,419  | +1,301    | 47         |
| 14       | Danyiil Kvjat      | Toro Rosso-Honda      | 1:12,577  | +1,459    | 39         |
| 15       | Sergio Pérez       | Racing Point-Mercedes | 1:12,752  | +1,634    | 44         |
| 16       | Nico Hülkenberg    | Renault               | 1:12,872  | +1,754    | 49         |
| 17       | Daniel Ricciardo   | Renault               | 1:12,888  | +1,770    | 53         |
| 18       | Lance Stroll       | Racing Point-Mercedes | 1:14,558  | +3,440    | 40         |
| 19       | George Russell     | Williams-Mercedes     | 1:15,052  | +3,934    | 37         |
| 20       | Robert Kubica      | Williams-Mercedes     | 1:15,146  | +4,028    | 45         |

### Harmadik szabadedzés
A monacói nagydíj harmadik szabadedzését május 25-én, szombaton délelőtt tartották, magyar idő szerint 12:00-tól.
| helyezés | versenyző          | csapat/motor          | elért idő | különbség | futott kör |
| -------- | ------------------ | --------------------- | --------- | --------- | ---------- |
| 1        | Charles Leclerc    | Ferrari               | 1:11,265  | −         | 26         |
| 2        | Valtteri Bottas    | Mercedes              | 1:11,318  | +0,053    | 27         |
| 3        | Lewis Hamilton     | Mercedes              | 1:11,478  | +0,213    | 27         |
| 4        | Max Verstappen     | Red Bull-Honda        | 1:11,539  | +0,274    | 24         |
| 5        | Pierre Gasly       | Red Bull-Honda        | 1:11,738  | +0,473    | 27         |
| 6        | Antonio Giovinazzi | Alfa Romeo-Ferrari    | 1:12,170  | +0,905    | 23         |
| 7        | Danyiil Kvjat      | Toro Rosso-Honda      | 1:12,194  | +0,929    | 27         |
| 8        | Kevin Magnussen    | Haas-Ferrari          | 1:12,270  | +1,005    | 25         |
| 9        | Kimi Räikkönen     | Alfa Romeo-Ferrari    | 1:12,308  | +1,043    | 27         |
| 10       | Alexander Albon    | Toro Rosso-Honda      | 1:12,338  | +1,073    | 32         |
| 11       | Nico Hülkenberg    | Renault               | 1:12,489  | +1,224    | 26         |
| 12       | Daniel Ricciardo   | Renault               | 1:12,519  | +1,254    | 26         |
| 13       | Romain Grosjean    | Haas-Ferrari          | 1:12,566  | +1,301    | 27         |
| 14       | Sebastian Vettel   | Ferrari               | 1:12,583  | +1,318    | 7          |
| 15       | Carlos Sainz Jr.   | McLaren-Renault       | 1:12,862  | +1,597    | 29         |
| 16       | Lando Norris       | McLaren-Renault       | 1:12,914  | +1,649    | 26         |
| 17       | Sergio Pérez       | Racing Point-Mercedes | 1:13,232  | +1,967    | 23         |
| 18       | Lance Stroll       | Racing Point-Mercedes | 1:13,622  | +2,357    | 21         |
| 19       | Robert Kubica      | Williams-Mercedes     | 1:14,086  | +2,821    | 27         |
| 20       | George Russell     | Williams-Mercedes     | 1:14,305  | +3,040    | 27         |

## Időmérő edzés
A monacói nagydíj időmérő edzését május 25-én, szombaton futották, magyar idő szerint 15:00-tól.
| helyezés              | rajtszám | versenyző          | csapat/motor          | 1. rész  | 2. rész  | 3. rész  | rajthely | futott kör |
| --------------------- | -------- | ------------------ | --------------------- | -------- | -------- | -------- | -------- | ---------- |
| 1                     | 44       | Lewis Hamilton     | Mercedes              | 1:11,542 | 1:10,835 | 1:10,166 | 1        | 28         |
| 2                     | 77       | Valtteri Bottas    | Mercedes              | 1:11,562 | 1:10,701 | 1:10,252 | 2        | 27         |
| 3                     | 33       | Max Verstappen     | Red Bull-Honda        | 1:11,597 | 1:10,618 | 1:10,641 | 3        | 19         |
| 4                     | 5        | Sebastian Vettel   | Ferrari               | 1:11,434 | 1:11,227 | 1:10,947 | 4        | 27         |
| 5                     | 10       | Pierre Gasly       | Red Bull-Honda        | 1:11,740 | 1:11,457 | 1:11,041 | 8[1]     | 24         |
| 6                     | 20       | Kevin Magnussen    | Haas-Ferrari          | 1:11,865 | 1:11,363 | 1:11,109 | 5        | 24         |
| 7                     | 3        | Daniel Ricciardo   | Renault               | 1:11,767 | 1:11,543 | 1:11,218 | 6        | 25         |
| 8                     | 26       | Danyiil Kvjat      | Toro Rosso-Honda      | 1:11,602 | 1:11,412 | 1:11,271 | 7        | 30         |
| 9                     | 55       | Carlos Sainz Jr.   | McLaren-Renault       | 1:11,872 | 1:11,608 | 1:11,417 | 9        | 30         |
| 10                    | 23       | Alexander Albon    | Toro Rosso-Honda      | 1:12,007 | 1:11,429 | 1:11,653 | 10       | 31         |
| 11                    | 27       | Nico Hülkenberg    | Renault               | 1:12,097 | 1:11,670 |          | 11       | 20         |
| 12                    | 4        | Lando Norris       | McLaren-Renault       | 1:11,845 | 1:11,724 |          | 12       | 22         |
| 13                    | 8        | Romain Grosjean    | Haas-Ferrari          | 1:11,837 | 1:12,027 |          | 13       | 21         |
| 14                    | 7        | Kimi Räikkönen     | Alfa Romeo-Ferrari    | 1:11,993 | 1:12,115 |          | 14       | 21         |
| 15                    | 99       | Antonio Giovinazzi | Alfa Romeo-Ferrari    | 1:11,976 | 1:12,185 |          | 18[1]    | 22         |
| 16                    | 16       | Charles Leclerc    | Ferrari               | 1:12,149 |          |          | 15       | 8          |
| 17                    | 11       | Sergio Pérez       | Racing Point-Mercedes | 1:12,233 |          |          | 16       | 11         |
| 18                    | 18       | Lance Stroll       | Racing Point-Mercedes | 1:12,846 |          |          | 17       | 11         |
| 19                    | 63       | George Russell     | Williams-Mercedes     | 1:13,477 |          |          | 19       | 13         |
| 20                    | 88       | Robert Kubica      | Williams-Mercedes     | 1:13,751 |          |          | 20       | 13         |
| 107%-os idő: 1:16,434 |          |                    |                       |          |          |          |          |            |

Megjegyzés:
- ↑ 1:  — Pierre Gasly és Antonio Giovinazzi 3–3 rajthelyes büntetést kaptak a futamra, előbbi Romain Grosjean, utóbbi Nico Hülkenberg feltartásáért az időmérő edzés folyamán.[3][4]

## Futam
A monacói nagydíj futama május 26-án, vasárnap rajtolt, magyar idő szerint 15:10-kor.
| helyezés | rajtszám | versenyző          | csapat/motor          | futott kör | idő/kiesés oka   | rajthely | Abroncs | pont  |
| -------- | -------- | ------------------ | --------------------- | ---------- | ---------------- | -------- | ------- | ----- |
| 1        | 44       | Lewis Hamilton     | Mercedes              | 78         | 1:43:28,437      | 1        |         | 25    |
| 2        | 5        | Sebastian Vettel   | Ferrari               | 78         | +2,602           | 4        |         | 18    |
| 3        | 77       | Valtteri Bottas    | Mercedes              | 78         | +3,162           | 2        |         | 15    |
| 4        | 33       | Max Verstappen     | Red Bull-Honda        | 78         | +5,537[2]        | 3        |         | 12    |
| 5        | 10       | Pierre Gasly       | Red Bull-Honda        | 78         | +9,946           | 8        |         | 11[3] |
| 6        | 55       | Carlos Sainz Jr.   | McLaren-Renault       | 78         | +53,454          | 9        |         | 8     |
| 7        | 26       | Danyiil Kvjat      | Toro Rosso-Honda      | 78         | +54,574          | 7        |         | 6     |
| 8        | 23       | Alexander Albon    | Toro Rosso-Honda      | 78         | +55,200          | 10       |         | 4     |
| 9        | 3        | Daniel Ricciardo   | Renault               | 78         | +1:00,894        | 6        |         | 2     |
| 10       | 8        | Romain Grosjean    | Haas-Ferrari          | 78         | +1:01,034[4]     | 13       |         | 1     |
| 11       | 4        | Lando Norris       | McLaren-Renault       | 78         | +1:06,801        | 12       |         |       |
| 12       | 11       | Sergio Pérez       | Racing Point-Mercedes | 77         | +1 kör           | 16       |         |       |
| 13       | 27       | Nico Hülkenberg    | Renault               | 77         | +1 kör           | 11       |         |       |
| 14       | 20       | Kevin Magnussen    | Haas-Ferrari          | 77         | +1 kör[5]        | 5        |         |       |
| 15       | 63       | George Russell     | Williams-Mercedes     | 77         | +1 kör           | 19       |         |       |
| 16       | 18       | Lance Stroll       | Racing Point-Mercedes | 77         | +1 kör[5]        | 17       |         |       |
| 17       | 7        | Kimi Räikkönen     | Alfa Romeo-Ferrari    | 77         | +1 kör           | 14       |         |       |
| 18       | 88       | Robert Kubica      | Williams-Mercedes     | 77         | +1 kör           | 20       |         |       |
| 19       | 99       | Antonio Giovinazzi | Alfa Romeo-Ferrari    | 76         | +2 kör           | 18       |         |       |
| ki       | 16       | Charles Leclerc    | Ferrari               | 16         | baleseti sérülés | 15       |         |       |

Megjegyzés:
- ↑ 2:  — Max Verstappen 5 másodperces időbüntetést kapott veszélyes bokszutcai előzésért, amit a verseny után adtak hozzá az idejéhez, ezzel visszaesett a 4. helyre.
- ↑ 3:  — Pierre Gasly a helyezéséért járó pontok mellett a versenyben futott leggyorsabb körért további 1 pontot szerzett.
- ↑ 4:  — Romain Grosjean eredetileg a 9. helyen ért célba, de utólag 5 másodperces időbüntetést kapott, mert átlépte a boxutca záróvonalát, ezzel visszaesett a 10. helyre.
- ↑ 5:  — Kevin Magnussen és Lance Stroll utólag 5 másodperces időbüntetést kaptak pályaelhagyásért, ám helyezésüket ez nem befolyásolta.[6]

## A világbajnokság állása a verseny után
| H   | Versenyzők       | Pont | H   | Konstruktőrök             | Pont |
| --- | ---------------- | ---- | --- | ------------------------- | ---- |
| 1.  | Lewis Hamilton   | 137  | 1.  | Mercedes                  | 257  |
| 2.  | Valtteri Bottas  | 120  | 2.  | Ferrari                   | 139  |
| 3.  | Sebastian Vettel | 82   | 3.  | Red Bull-Honda            | 110  |
| 4.  | Max Verstappen   | 78   | 4.  | McLaren-Renault           | 30   |
| 5.  | Charles Leclerc  | 57   | 5.  | Racing Point-BWT Mercedes | 17   |
| 6.  | Pierre Gasly     | 32   | 6.  | Haas-Ferrari              | 16   |
| 7.  | Carlos Sainz Jr. | 18   | 7.  | Toro Rosso-Honda          | 16   |
| 8.  | Kevin Magnussen  | 14   | 8.  | Renault                   | 14   |
| 9.  | Sergio Pérez     | 13   | 9.  | Alfa Romeo-Ferrari        | 13   |
| 10. | Kimi Räikkönen   | 13   | 10. | Williams-Mercedes         | 0    |

(A teljes táblázat)

## Statisztikák
- Vezető helyen:
  - Lewis Hamilton: 78 kör (1-78)
- Lewis Hamilton 85. pole-pozíciója és 77. futamgyőzelme.
- Pierre Gasly 2. versenyben futott leggyorsabb köre.
- A Mercedes 93. futamgyőzelme.
- Lewis Hamilton 140., Sebastian Vettel 114., Valtteri Bottas 36. dobogós helyezése.
- Kimi Räikkönen 300. nagydíja.[7]